# Смоленский, Николай Иванович
Никола́й Ива́нович Смоле́нский (14 апреля 1941, дер. Лукин, Погарский район, Брянская область) — советский и российский историк, Доктор исторических наук, профессор. Заслуженный работник высшей школы Российской Федерации (1997). Ректор Пензенского государственного педагогического института им. В. Г. Белинского с 1985 по 1989 гг.

## Биография
Родился 15 апреля 1941 года в деревне Лукин Погарского района Брянской области в семье колхозников.
В 1958 году окончил Городищенскую среднюю школу (Погарский район Брянской области) и поступил на историческое отделение историко-филологический факультет Казанского университета.
В 1961 году после окончания 3-го курса перевёлся на историко-филологический факультет Томского университета по предложению его научного руководителя — профессора А. И. Данилова в связи с его отъездом из Казани в Томск на должность ректора Томского университета. Среди его учителей Н. И. Смоленского в Томском университете были А. И. Данилов, Б. С. Жигалов, К. П. Ярошевский и др. Окончил университет 16 июня 1964 г., защитив 1 июня 1964 г. под руководством профессора А. И. Данилова дипломную работу «Соотношение методики и методологии исторических работ Л. фон Ранке» по специальности «История с правом преподавания на иностранном языке» с присвоением квалификации «Историк. Учитель истории средней школы и школы с преподаванием на иностранном языке».
С 1970 года работал в Горьковском государственном педагогическом институте имени М. Горького, разработал и читал курс новой истории стран Западной Европы и Америки, с 1972 г. — курс истории средних веков, был избран заведующим кафедрой всеобщей истории, а в 1981 г. был назначен проректором по научной работе. С 1973 г. по инициативе Н. И. Смоленского на кафедре начал работу методологический семинар, в рамках которого рассматривались теоретические вопросы исторической науки, концепции, взгляды и позиции зарубежных историков. В 1982 г. на кафедре после длительного перерыва вновь была открыта аспирантура по специальности «Историография и источниковедение всеобщей истории».
В марте 1985 года был назначен ректором Пензенского государственного педагогического института им. В. Г. Белинского. В этой должности он провёл ряд структурных преобразований. Историко-филологический факультет был разделен на исторический факультет и факультет русского языка и литературы. В 1987 г. в институте был создан факультет переподготовки и повышения квалификации организаторов народного образования, а факультет общественных профессий был преобразован в 1986 г. в факультет дополнительных педагогических профессий. В 1988 г. было организовано обучение русскому языку стажеров-студентов Пномпеньского университета (Камбоджа), что стало впоследствии основой создания факультета по работе с иностранными учащимися. Был создан ряд новых кафедр: кафедра информатики и вычислительной техники, кафедра русского языка как иностранного и др. В институте впервые стала выходить многотиражная газета «Педагог», сформировалась полиграфическая база, он получил право издательской деятельности. На базе общежития начала действовать первая в Пензе студенческая поликлиника. Для преподавателей и сотрудников института был построен 70-квартирный дом, а для военной кафедры и техники при ней — гараж и тир. В 1999 году стал Почётным доктором Пензенского государственного педагогического университета.
В 1989—1993 годы — начальник Главного управления высших и средних специальных заведений Министерства народного образования РСФСР (с 1990 — Министерства образования РСФСР, с 1991 — Министерство образования РФ).
С 1989 года —профессор кафедры новой, новейшей истории и методологии истории (ныне — кафедры всеобщей истории, археологии и методологии исторической науки) Московского областного педагогического института им. Н. К. Крупской (позднее-Московского педагогического университета, затем Московского государственного областного университета). Избирался заведующим кафедрой (с 1989) и деканом факультета истории, политологии и права этого университета (1994). Н. И. Смоленский также профессор кафедры зарубежной истории Московского государственного гуманитарного университета им. М. А. Шолохова.

## Научная деятельность
Область научных интересов Н. И. Смоленского — историография, методология истории, немецкая историография, историческая биография. Под руководством профессора А. И. Данилова он подготовил и в 1967 г. защитил диссертацию «Леопольд фон Ранке. Методология и методика исторического исследования» на соискание ученой степени кандидата исторических наук. В 1980 г. на историческом факультете Московского государственного университета им. М. В. Ломоносова Н. И. Смоленский защитил диссертацию «Категории национально-политической историографии в Германии (1848—1871 гг.)» на соискание ученой степени доктора исторических наук.

## Публикации
Автор более 60 научных работ.
Некоторые труды:
- Историческая действительность и историческое понятие // Вопросы истории. 1979. № 2;
- Политические категории немецкой буржуазной историографии 1848—1871 гг. Томск, 1982;
- К критике теории идеальных типов М.Вебера // Новая и новейшая история. 1998. № 1;
- Проблема исторического плюрализма // Новая и новейшая история. 1998. № 1;
- Инвариантность истории и проблема исторической истины — Исторический ежегодник. Омск, 2001;
- Проблемы исторического сознания — Армагеддон. М., 2001;
- А. И. Данилов // Новая и новейшая история. 2001. № 1[3].

## Награды
- Заслуженный работник высшей школы Российской Федерации (1997);
- Отличник народного просвещения РСФСР;
- Почетный профессор ПГПУ им. В. Г. Белинского (1999).